# Isaías Luján Torres
Isaías Luján Torres (1855-1926) fue un político y militar colombiano.

## Biografía
Se desempeñó como ministro de guerra en el gobierno de Miguel Antonio Caro entre 7 de julio de 1897 al 6 de agosto de 1898, y en el gobierno de José Vicente Concha entre 7 de agosto de 1914 al 14 de septiembre de 1915.
Participó en la Guerra de los Mil Días.